# Trentepohlia poliocephala
Trentepohlia poliocephala är en tvåvingeart som beskrevs av Alexander 1929. Trentepohlia poliocephala ingår i släktet Trentepohlia och familjen småharkrankar. Inga underarter finns listade i Catalogue of Life.